# Isaiah Philmore
Isaiah Philmore (El Paso, 20 settembre 1989) è un cestista statunitense con cittadinanza tedesca.